# Saison 2016-2017 du Biarritz olympique Pays basque
Cette page présente la saison 2016-2017 du Biarritz olympique Pays basque en Pro D2.

## Entraîneurs
- Entraîneur des avants : Frédéric Garcia
- Entraîneur des arrières : David Darricarrère

## La saison
Budget
Récit

## Effectif 2016-2017
| Nom                  | Poste            | Naissance        | Nationalité sportive | International | Dernier club          | Arrivée au club (année) |
| -------------------- | ---------------- | ---------------- | -------------------- | ------------- | --------------------- | ----------------------- |
| Laurent Cabarry      | Pilier           | 18 janvier 1985  | France               |               | SU Agen               | 2014                    |
| Eugene van Staden    | Pilier           | 16 décembre 1980 | Afrique du Sud       |               | Natal Sharks          | 2012                    |
| Johann Lourdelet     | Pilier           | 21 juin 1991     | France               |               | Clermont              | 2013                    |
| Leandro Assi         | Pilier           | 24 juillet 1989  | Argentine            |               | Provence rugby        | 2016                    |
| Mathieu Giudicelli   | Pilier           | 7 février 1990   | France               |               | Tarbes PR             | 2016                    |
| Thomas Synaeghel     | Pilier           | 26 avril 1987    | France               |               | Stade rochelais       | 2016                    |
| Ronan Chambord       | Talonneur        | 11 avril 1994    | France               | -             | Union Bordeaux Bègles | 2017                    |
| Elvis Levi           | Talonneur        | 21 février 1987  | Australie            |               | Béziers               | 2014                    |
| David Roumieu        | Talonneur        | 15 octobre 1981  | France               |               | Stade rochelais       | 2016                    |
| Edwin Hewitt         | 2e ligne         | 28 mars 1988     | Afrique du Sud       |               | Natal Sharks          | 2014                    |
| Nemia Soqeta         | 2e ligne         | 21 octobre 1989  | Fidji                |               | Oyonnax               | 2014                    |
| Jean Sousa           | 2e ligne         | 11 juillet 1990  | France               |               | CS Bourgoin-Jallieu   | 2015                    |
| Jean-Baptiste Singer | 2e ligne         | 19 décembre 1994 | France               |               | Lyon OU               | 2016                    |
| Léo Bastien          | 2e ligne         | 6 mai 1993       | France               |               | SU Agen               | 2016                    |
| Sikeli Nabou         | 2e ligne         | 5 mars 1988      | Nouvelle-Zélande     |               | Counties Manukau      | 2016                    |
| Bertrand Guiry       | 3e ligne         | 30 juillet 1988  | France               |               | Union Bordeaux Bègles | 2015                    |
| Alban Placines       | 3e ligne         | 23 avril 1993    | France               |               | Formé au club         | 2013                    |
| Filipe Manu          | 3e ligne         | 12 octobre 1985  | Nouvelle-Zélande     |               | Tarbes PR             | 2016                    |
| Maxime Lucu          | Demi de mêlée    | 12 janvier 1993  | France               |               | Saint-Pée UC          | 2014                    |
| Laurent Magnaval     | Demi de mêlée    | 24 mars 1991     | France               |               | Racing 92             | 2015                    |
| Alexandre Loustaunau | Demi de mêlée    | 29 janvier 1993  | France               |               | SA Mauléon            | 2016                    |
| Fabien Fortassin     | Demi d'ouverture | 8 janvier 1984   | France               |               | Stade rochelais       | 2016                    |
| Clément Marienval    | 3/4 centre       | 10 juillet 1985  | France               |               | Stade Rochelais       | 2014                    |
| Charles Gimenez      | 3/4 centre       | 11 février 1988  | France               |               | Stade toulousain      | 2009                    |
| Benoît Baby          | 3/4 centre       | 7 septembre 1983 | France               |               | ASM Clermont          | 2011                    |
| Corbin Kiernan       | 3/4 centre       | 30 décembre 1992 | Nouvelle-Zélande     |               | SO Avignon XIII       | 2016                    |
| Tim Giresse          | 3/4 aile         | 7 septembre 1993 | France               |               | Formé au club         | 2014                    |
| Adriu Delai          | 3/4 aile         | 11 juin 1984     | Fidji                |               | Stade montois         | 2016                    |
| Robinson Caire       | 3/4 aile         | 24 janvier 1994  | France               |               | FC Grenoble           | 2016                    |
| Saimoni Vaka         | 3/4 aile         | 2 juin 1987      | Fidji                |               | Sans club             | 2016                    |
| Kyran Bungaroo       | Arrière          | 27 octobre 1997  | Angleterre           |               | Brighton College      | 2016                    |
| Ximun Lucu           | Arrière          | 9 décembre 1989  | France               |               | Stade montois         | 2016                    |

## Calendrier et résultats

### Matchs amicaux[2]
- Biarrtiz Olympique - US Dax :  17-26
- Biarrtiz Olympique - Union Bordeaux-Bègles :  24-47
- Biarrtiz Olympique - RC Vannes :  17-14

### Pro D2
| - Biarritz olympique - RC Narbonne : 25-6 - US Montauban - Biarritz olympique : 22-11 - Biarritz olympique - Soyaux Angoulême XV : 20-21 - SU Agen - Biarritz olympique : 23-22 - Biarritz olympique - Colomiers rugby : 34-26 - SC Albi - Biarritz olympique : 27-20 - Biarritz olympique - US Carcassonne : 36-18 - US Dax - Biarritz olympique : 41-16 - CS Bourgoin-Jallieu - Biarritz olympique : 15-22 - Biarritz olympique - RC Vannes : 22-23 - Stade aurillacois - Biarritz olympique : 31-20 - Biarritz olympique - Stade montois : 26-22 - Biarritz olympique - USA Perpignan : 22-19 - AS Béziers - Biarritz olympique : 23-34 - US Oyonnax - Biarritz olympique : 33-26 | - Biarritz olympique - US Dax : 30-18 - RC Vannes - Biarritz olympique : 27-30 - Biarritz olympique - SU Agen : 20-17 - Soyaux Angoulême XV - Biarritz olympique : 12-19 - Biarritz olympique - US Montauban : 34-10 - RC Narbonne - Biarritz olympique : 24-22 - Biarritz olympique - AS Béziers : 25-18 - Biarritz olympique - CS Bourgoin-Jallieu : 29-10 - US Carcassonne - Biarritz olympique : 32-9 - Biarritz olympique - SC Albi : 38-9 - USA Perpignan - Biarritz olympique : 17-8 - Biarritz olympique - US Oyonnax : 16-13 - Colomiers rugby - Biarritz olympique : 37-13 - Biarritz olympique - Stade aurillacois : 41-8 - Stade montois - Biarritz olympique : 35-40 |

Avec 18 victoires, 0 match nul et 12 défaites et un total de 81 points le Biarritz olympique termine à la 5e place.
| Rang | Club                    | J  | V  | N | D  | Bo | Bd | Pm  | Pe  | Diff | Pts |
| ---- | ----------------------- | -- | -- | - | -- | -- | -- | --- | --- | ---- | --- |
| 1    | Oyonnax Rugby (R)       | 30 | 19 | 0 | 11 | 7  | 7  | 790 | 637 | +153 | 90  |
| 2    | SU Agen (R)             | 30 | 18 | 2 | 10 | 5  | 6  | 780 | 624 | +156 | 87  |
| 3    | US Montauban            | 30 | 19 | 0 | 11 | 6  | 4  | 726 | 533 | +193 | 86  |
| 4    | Stade montois           | 30 | 17 | 0 | 13 | 6  | 9  | 738 | 588 | +150 | 83  |
| 5    | Biarritz olympique      | 30 | 18 | 0 | 12 | 5  | 4  | 730 | 637 | +93  | 81  |
| 6    | USA Perpignan           | 30 | 16 | 1 | 13 | 9  | 4  | 744 | 589 | +155 | 79  |
| 7    | Colomiers Rugby         | 30 | 17 | 1 | 12 | 5  | 3  | 760 | 593 | +167 | 78  |
| 8    | Stade aurillacois       | 30 | 15 | 0 | 15 | 5  | 5  | 689 | 712 | -23  | 70  |
| 9    | US Carcassonne          | 30 | 14 | 1 | 15 | 3  | 3  | 648 | 642 | +6   | 64  |
| 10   | AS Béziers              | 30 | 13 | 0 | 17 | 7  | 4  | 694 | 667 | +27  | 63  |
| 11   | RC Vannes (P)           | 30 | 12 | 2 | 16 | 2  | 7  | 659 | 735 | -76  | 61  |
| 12   | RC Narbonne             | 30 | 14 | 1 | 15 | 3  | 0  | 616 | 746 | -130 | 61  |
| 13   | Soyaux Angoulême XV (P) | 30 | 13 | 1 | 16 | 2  | 5  | 565 | 686 | -121 | 61  |
| 14   | US Dax                  | 30 | 13 | 0 | 17 | 1  | 6  | 647 | 845 | -198 | 59  |
| 15   | SC Albi                 | 30 | 12 | 2 | 16 | 1  | 4  | 641 | 781 | -140 | 57  |
| 16   | CS Bourgoin-Jallieu     | 30 | 4  | 1 | 25 | 1  | 6  | 452 | 864 | -412 | 17¹ |

### Barrages d'accession en Top 14
|  | Demi-finales                                 | Demi-finales                              |             |    | Finale                                             | Finale                                             |
|  | Demi-finales                                 | Demi-finales                              |             |    | Finale                                             | Finale                                             |
|  |                                              |                                           |             |    |                                                    |                                                    |
|  | 14 mai 2017 14h15 au stade Armandie, Agen    | 14 mai 2017 14h15 au stade Armandie, Agen |             |    | 21 mai 2017 15h15 au stade Chaban-Delmas, Bordeaux | 21 mai 2017 15h15 au stade Chaban-Delmas, Bordeaux |
|  | 14 mai 2017 14h15 au stade Armandie, Agen    | 14 mai 2017 14h15 au stade Armandie, Agen |             |    | 21 mai 2017 15h15 au stade Chaban-Delmas, Bordeaux | 21 mai 2017 15h15 au stade Chaban-Delmas, Bordeaux |
|  | [2] SU Agen                                  | 26                                        |             |    | 21 mai 2017 15h15 au stade Chaban-Delmas, Bordeaux | 21 mai 2017 15h15 au stade Chaban-Delmas, Bordeaux |
|  | [2] SU Agen                                  | 26                                        |             |    | 21 mai 2017 15h15 au stade Chaban-Delmas, Bordeaux | 21 mai 2017 15h15 au stade Chaban-Delmas, Bordeaux |
|  | [5] Biarritz olympique                       | 14                                        |             |    | 21 mai 2017 15h15 au stade Chaban-Delmas, Bordeaux | 21 mai 2017 15h15 au stade Chaban-Delmas, Bordeaux |
|  | [5] Biarritz olympique                       | 14                                        | [2] SU Agen | 41 |                                                    |                                                    |
|  | 13 mai 2017 21h00 au stade Sapiac, Montauban |                                           | [2] SU Agen | 41 |                                                    |                                                    |
|  |                                              | [3] US Montauban                          | 20          |    |                                                    |                                                    |
|  | [3] US Montauban                             | [3] US Montauban                          | 20          | 24 |                                                    |                                                    |
|  | [3] US Montauban                             |                                           |             | 24 |                                                    |                                                    |
|  | [4] Stade montois                            | 13                                        |             |    |                                                    |                                                    |
|  | [4] Stade montois                            | 13                                        |             |    |                                                    |                                                    |

### Demi Finales
| 13 mai 2017 21 h | US Montauban | 24 - 13 (11 - 16) | Stade montois                                                                                        | stade Sapiac, Montauban Arbitre : Maxime Chalon |
| 13 mai 2017 21 h | Essai(s) : 2 Swanepoel (7e), Ascarat (47e) Transformation(s) : 1 Bosviel (58e) Pénalité(s) : 3 Bosviel (31e, 47e, 79e) Drop(s) : 1 Bosviel (6e) |                   | Essai(s) : 1 Negrotto (63e) Transformation(s) : 1 Loustalot (64e) Pénalité(s) : 2 James (15e, 40e+1) | stade Sapiac, Montauban Arbitre : Maxime Chalon |
| 13 mai 2017 21 h | |                   | | stade Sapiac, Montauban Arbitre : Maxime Chalon |

| 14 mai 2017 14 h 15 | SU Agen | 26 - 14 (16 - 11) | Biarritz olympique                                                                                     | stade Armandie, Agen Arbitre : Laurent Cardona |
| 14 mai 2017 14 h 15 | Essai(s) : 2 Erbani (9e), Darbo (40e) Transformation(s) : 2 Darbo (10e, 40e+1) Pénalité(s) : 4 Darbo (14e, 51e, 71e, 75e) Carton(s) jaune(s) : 1 Tau (51e) |                   | Essai(s) : 1 M.Lucu (55e) Pénalité(s) : 3 M.Lucu (3e, 5e, 61e) Carton(s) jaune(s) : 1 Giudicelli (28e) | stade Armandie, Agen Arbitre : Laurent Cardona |
| 14 mai 2017 14 h 15 | |                   | | stade Armandie, Agen Arbitre : Laurent Cardona |

### Finale
| 21 mai 2017 21 h | SU Agen | 41 - 20 (24 - 13) | US Montauban | stade Jacques Chaban-Delmas, Bordeaux Arbitre : Salem Attalah |
| 21 mai 2017 21 h | Essai(s) : 5 Darbo (3e), Murday (26e), Paris (33e), Nakosi (63e), Fouyssac (67e) Transformation(s) : 5 Darbo (3e, 28e, 34e, 64e, 68e) Pénalité(s) : 2 Darbo (13e, 52e) |                   | Essai(s) : 2 Sukanaveita (38e), Tupuola (73e) Transformation(s) : 2 Bosviel (39e, 73e) Pénalité(s) : 2 Bosviel (29e, 40e+1) | stade Jacques Chaban-Delmas, Bordeaux Arbitre : Salem Attalah |
| 21 mai 2017 21 h | |                   | | stade Jacques Chaban-Delmas, Bordeaux Arbitre : Salem Attalah |

### Championnat de France Espoirs

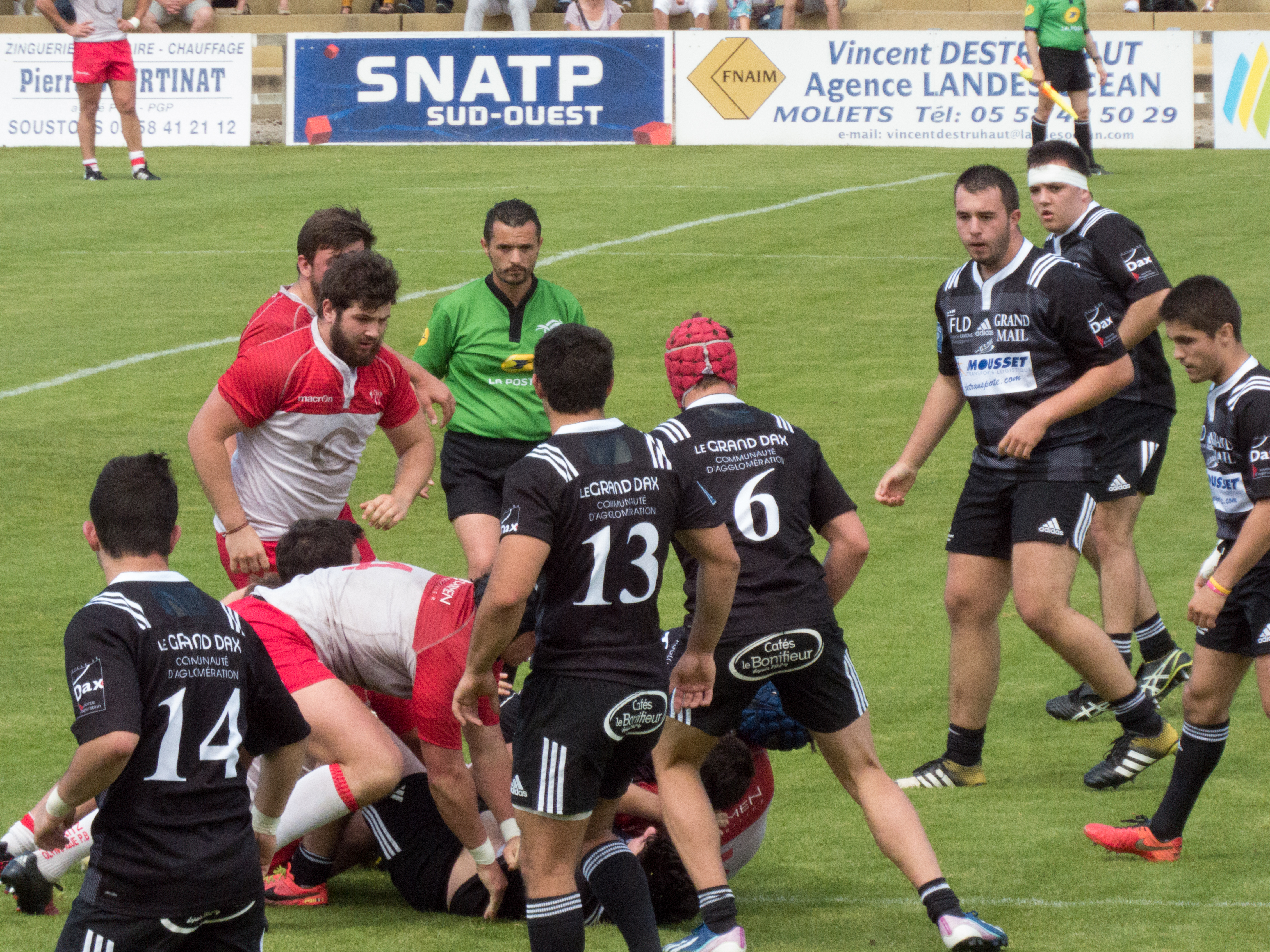
Demi-finale de la poule « play-down » entre les espoirs du Biarritz olympique et ceux de l'US Dax, le 21 5 2017.

Après avoir terminé 5e de la poule 3 lors de la première phase du championnat de France espoirs, le BO se retrouve dans la poule Play Down pour la seconde phase du championnat, qu'il termine à la première place avec 63 points.
Qualifié pour les demi-finales Play Down, il bat l'US Dax par 40 à 8 et se qualifie pour la finale contre le CA Brive.
La finale qui a lieu au stade Lachaze à Ambares-et-Lagrave, sous une chaleur caniculaire. Après avoir encaissé un essai et été mené 13 à 6, les joueurs du BO reviennent à égalité 13-13 à la mi-temps. La seconde mi-temps fut tout aussi éprouvante tant par la chaleur que par la course poursuite du score. 2 pénalités donnent l'avantage au BO (19-13) avant que le CA Brive ne vienne marquer 3 essais (32-19). Malgré un retour en force du BO qui revient à 32-29, à 3 minutes de la fin, le BO s'incline sur ce score final.
- Biarritz olympique[3] (Pro D2) - CA Brive[4] (Top 14) : 29-32[5]

## Statistiques

### Statistiques collectives
Attaque
Défense

### Statistiques individuelles
Meilleur réalisateur
- Maxime Lucu : 315 points (71 pénalités, 1 drops, 42 transformations, 3 essais)

Meilleur buteur
- Maxime Lucu : 300 points (71 pénalités, 1 drops, 42 transformations)

Meilleur marqueur
- Adriu Delai : 8 essais

Joueur le plus sanctionné
- Jean-Baptiste Singer : 2 (1 carton jaune, 1 carton rouge)